# Batai
Batai (kinesiska: 八台乡, 八台) är en socken i Kina. Den ligger i provinsen Sichuan, i den sydvästra delen av landet, omkring 420 kilometer öster om provinshuvudstaden Chengdu. Antalet invånare är 8 073. Befolkningen består av 4 027 kvinnor och 4 046 män. Barn under 15 år utgör 23,0 %, vuxna 15-64 år 67 %, och äldre över 65 år 8,0 %.
Genomsnittlig årsnederbörd är 1 617 millimeter. Den regnigaste månaden är september, med i genomsnitt 315 mm nederbörd, och den torraste är januari, med 9 mm nederbörd.